# Jacek Maria Cormier
Jacek Maria Ludwik Cormier OP (ur. 8 grudnia 1832 w Orleanie, zm. 17 grudnia 1916 w Rzymie) – francuski dominikanin, błogosławiony Kościoła katolickiego.
Kształcił się w diecezjalnym seminarium duchownym, lecz odczuwał powołanie do życia zakonnego – po święceniach kapłańskich w 1856 r. za zgodą swojego biskupa ordynariusza wstąpił do Zakonu Braci Kaznodziejów. Odbył nowicjat we Flavigny.
W roku 1859 złożył w Rzymie śluby wieczyste. Był kolejno submagistrem nowicjuszy w Viterbo i w Świętej Sabinie w Rzymie, magistrem nowicjuszy i przeorem w Corbara, pierwszym prowincjałem odnowionej Prowincji Tuluzy (1865), przeorem w Marsylii, Tuluzie i Saint-Maximin, asystentem generała (1891-1896), prokuratorem generalnym (od 1896), a w końcu generałem Zakonu (1904-1916).
Sprawując urząd generała doprowadził do odnowienia prowincji dominikańskich w Czechach, na Sycylii, w Kolumbii i w Aragonii oraz doprowadził do powstania nowych w Kanadzie i w Kalifornii. Wznowił działalność założonego przez św. Dominika klasztoru dominikanek w Prouille we Francji. Przyłączył do zakonu 32 zgromadzenia żeńskie. W 1908 r. doprowadził do przekształcenia dominikańskiego kolegium Angelicum w Międzynarodowy Instytut Papieski Angelicum z wydziałami filozofii, teologii i prawa kanonicznego.
Wydał wiele pism, w tym przede wszystkim listy dotyczące formacji zakonnej oraz dzieła ascetyczne, pedagogiczne i hagiograficzne.
Zmarł w Rzymie 17 grudnia 1916 roku. Jego grób znajduje się od 1934 roku w kościele uniwersyteckim św. Dominika i Sykstusa (Angelicum). 20 listopada 1994 roku został beatyfikowany przez papieża Jana Pawła II.